# Алейников, Владимир Николаевич
Владимир Николаевич Алейников (? — 1896 г.) — русский оперный певец, обладал баритоном. Брат Евгения Алейникова, в связи с этим на сцене был известен как второй Алейников.

## Биография
Изначально получил образование в Минской гимназии и военно-юридическом училище. Позже, в 1878 году поступил в Петербургскую консерваторию, в класс к Камилло Эверарди, где обучался пению.

## Карьера
Первые выступления Владимира прошли в петербургском Музыкальном драматическом кружке любителей, он пел там в период с 1880 по 1883 годы. На большой сцене дебютировал в партии Эскамилио, выступая на сцене Мариинского театра. После Мариинского театра выступал в Тифлийской опере и на миланских оперных сценах. Периодом его активной концертной деятельности являются 1885—1894 годы.

## Исполняемые партии
- Бес («Вакула кузнец») — первый исполнитель партии
- Трактирщик («Сын мандарина») — первый исполнитель партии
- Онегин («Евгений Онегин») — первый исполнитель партии В Петербурге
- Мазепа («Мазепа» П. Чайковского) — первый исполнитель партии в Тифлисе
- Демон («Демон» А. Рубинштейна)
- Демон Агбар («Тамар»)

Партнерами по сцене были: С. Габель, В. Зарудная, П. Лодий, С. Молчановский. Пел под управлением В. Главача, К. Зике, М. Ипполитова-Иванова. Также выступал в камерных концертах (в том числе в Павловском вокзале).